# University Hospital
University Hospital est une série télévisée américaine en neuf épisodes de 50 minutes créée par James Conway et Joel Feigenbaum et diffusée du 16 janvier au 1er mai 1995 en syndication.
En France, la série a été diffusée à partir de 1995 sur Série Club puis sur M6. Elle reste inédite dans les autres pays francophones.

## Synopsis
Petite sœur d'Urgences et de La Vie à tout prix, cette série met en scène la vie d'un hôpital universitaire dans l'Oregon à travers l'arrivée de quatre jeunes étudiantes infirmières.

## Fiche technique
- Création : Joel F. Feigenbaum et James L. Conway[4].
- Réalisation : Harry Harris, James L. Conway, Burt Brickenhorff, Joel F. Feigenbaum, Rachel Feldman, Jonathan Frakes,
- Scénario : James L. Conway, Joel F. Feigenbaum, Thomas C. Chapman, Bruce Franklin Singer, Beverly Bridges, William T. Conway
- Musique : Ken Harrison
- Directeur de la photographie : Ludek Bogner
- Production : James L. Conway, Joel F. Feigenbaum, Aaron Spelling, E. Duke Vincent
- Sociétés de production : Spelling Entertainment, Worldvision Enterprises
- Pays d'origine : États-Unis

## Distribution

### Actrices principales
- Rebecca Cross (VF : Élisabeth Fargeot) : Megan Peterson
- Hillary Danner (VF : Michèle Lituac) : Jamie Fuller
- Hudson Leick (VF : Déborah Perret) : Tracy Stone
- Alexandra Wilson (en) (VF : Marie-Christine Darah) : Samantha McCormick
- Tonya Pinkins : Infirmière Mary Jenkins

### Acteurs récurrents et invités
- Paul Satterfield (en) : Dr Jack Gavin
- Amanda Wyss : Infirmière Drewe
- Todd Susman (en) : M. Tuttle
- Spencer Garrett (en) : Tommy
- Claire Yarlett (en) : Mac
- Lois Nettleton : Sarah McCormick
- Andrew Prine : Mr. Pryor
- Kim Zimmer : Dr. Karen Hale
- Michael Shanks : Jake

 Source et légende : version française (VF) sur RS Doublage

## Épisodes
| N° | Titre                                                   | Réalisation         | Scénario                           | Première diffusion |
| -- | ------------------------------------------------------- | ------------------- | ---------------------------------- | ------------------ |
| 01 | Secrets Secrets Great and Small                         | James L. Conway     | James L. Conway Joel J. Feigenbaum | 16 janvier 1995    |
| 02 | Destins tragiques Endings and Beginnings                | Harry Harris (en)   | Bruce Franklin Singer              | 23 janvier 1995    |
| 03 | Une étrange maladie Life and Death                      | Jonathan Frakes     | Joel J. Feigenbaum                 | 30 janvier 1995    |
| 04 | En temps et en heure The Right Thing                    | Harry Harris        | Thomas C. Chapman                  | 6 février 1995     |
| 05 | La Fuite You Can Run…                                   | Rachel Feldman (en) | William Conway                     | 13 février 1995    |
| 06 | La Quarantaine Crisis in Unit 2E                        | Burt Brinckerhoff   | Bruce Franklin Singer              | 20 février 1995    |
| 07 | La Lune rouge Dark Side of the Moon                     | Harry Harris        | Thomas C. Chapman                  | 27 février 1995    |
| 08 | Jusqu'à ce que la mort nous sépare Til Death Do Us Part | James L. Conway     | Beverly Bridges                    | 24 avril 1995      |
| 09 | L'Ombre d'un doute Shadow of a Doubt                    | Joel J. Feigenbaum  | James L. Conway                    | 2 mai 1995         |

## Autour de la série
- La série a été tournée à Vancouver, au Canada, mais l'action se déroule dans l'Oregon ou l'état de Washington (le lieu est mal précisé)[6].
- Philippe Rey, dans son dictionnaire des séries télévisées[7], considère que cette série est arrivée trop tôt et a inspiré Grey's Anatomy grâce au talent d'écriture de Shonda Rhimes.
- Rebecca Cross a été auparavant l'une des vedettes de la série Les Enquêtes de Christine Cromwell avec Jaclyn Smith.
- Hillary Danner a aussi joué dans Urgences et Charmed. Elle a mis fin à sa carrière en 2005. Elle est la cousine de Gwyneth Paltrow.
- Hudson Leick connaîtra plus tard le succès avec la série télévisée Xena, la guerrière.
- Alexandra Wilson est essentiellement connue pour Mike Hammer, Small Soldiers et Homefront.